# Beyblade: Metal Fusion
Beyblade: Metal Fusion (jap. メタルファイト ベイブレード, Metaru Faito Beiburēdo für Metal Fight Beyblade) ist eine Mangaserie des japanischen Zeichners Takafumi Adachi und eine darauf basierende Anime-Fernsehserie, die auf dem Spiel Beyblade von 1999 beruhen und die darauf aufbauenden Fernsehserien fortsetzen. Parallel zur Serie wurde das Spielzeug von Hasbro neu aufgelegt und kam in Deutschland im Herbst 2010 in den Handel. Der Anime ist in Deutschland als Beyblade: Metal Fusion bekannt, seine späteren Staffeln auch als Beyblade: Metal Masters und Beyblade: Metal Fury. Wie die vorherigen Serien dreht sie sich um Duell-Kreisel, genannt Beyblades, mit denen Spieler gegeneinander antreten.
2012 wurde der Manga und Anime durch Metal Fight Beyblade Zero-G, außerhalb Japans als Beyblade: Shogun Steel bekannt, fortgesetzt. Gemeinsam sind die vier Anime-Staffeln auch als die Metal Saga bekannt. 2015 gab es mit Beyblade Burst eine weitere Fortsetzung aus Japan. Zwischen Shogun Steel und Burst gab es drei Spin-off-Serien aus Nordamerika.

## Inhalt

### Staffel 1: Metal Fusion
In der japanischen Großstadt Yokohama lebt der elfjährige Kenta Yumiya, Besitzer des Beyblades Flame Sagittario und ein begeisterter Blader. Kurz nach einem Match wird er von ein paar Schlägertypen aufgehalten, die sich Face Hunters nennen. In diesem Moment wird er vom zwölfjährigen Gingka Hagane gerettet, dessen Beyblade Storm Pegasus heißt. Daraufhin wird Gingka vom Anführer der Face Hunters, dem dreizehnjährigen Kyōya Tategami (Rock Leone), herausgefordert. Knapp kann Gingka den Sieg für sich entscheiden. Inzwischen freunden sich Gingka und Kenta mit der zwölfjährigen Technikfanatikerin Madoka Amano an. Kyōya jedoch möchte unbedingt eine Revanche gegen Gingka. Ein mysteriöser Mann namens Doji mit dem Bey Dark Wolf von einer Organisation namens DNO (Dark Nebula Organisation) verspricht Kyōya ein gut ausgestattetes Training. Im Gegenzug möchte er von ihm einen Sieg gegen Gingka sehen. Währenddessen stellt sich Gingka in Yokohama weiteren Gegnern wie Hikaru Hasama mit dem Bey Storm Aquario und Tetsuya Watarigani mit dem Bey Mad Gasher entgegen, die er alle besiegt. Plötzlich kehrt Kyōya völlig verändert nach Yokohama zurück. Er löst die Face Hunters auf, zerstört ihr Hauptquartier im Hafen und kämpft gegen Kenta und seinen ehemaligen Freund Benkei.
Kenta bringt Benkei in Madokas Wohnung, wo er Gingka bittet, Kyōya den wahren Sinn des Beyblade-Sports zu zeigen. Als die beiden erneut gegeneinander antreten, stellt sich heraus, dass Kyōya anscheinend einer Gehirnwäsche unterzogen wurde, die ihn reizbar, aggressiv und bösartig gemacht hat. Gingka kann Kyōya erneut besiegen, worauf Doji auftaucht. Er schleudert Kyōya mit seinen Beyblade Dark Wolf gegen die Stadionswand, wo er bewusstlos liegen bleibt. Gingka ist nach dem Vorfall mit Doji verschwunden. Madoka hat Kyōya bei sich zu Hause wieder gesund gepflegt, worauf er sich wieder normal verhält. Als plötzlich Gingka auftaucht, ist wiederum Kyōya verschwunden. Gingka erzählt Kenta, Madoka und Benkei, dass er Doji und die DNO von früher kennt.
Als die vier in das DNO-Hauptquartier an der Küste Japans eindringen wollen, bekommen sie unerwartet von Kyōya Unterstützung. Im Gebäude treffen sie auf Doji und einen siebzehnjährigen Jungen namens Ryūga der den einzigartigen linksdrehenden Bey Lightning L-Drago besitzt. Gingka hasst Ryuga. Gingka kämpft mit ihm, doch kann ihn nicht besiegen. Darauf kehren sie nach Yokohama zurück, begleitet von Kyōya. Kurz darauf verschwindet Gingka und hinterlässt einen Brief, in dem er schreibt, dass er sich auf den Weg in seine Heimat, der Kleinstadt Comaville, gemacht hat, um seine Beyblade-Fähigkeiten zu verbessern.
Kenta, Madoka, Benkei und Kyōya suchen darauf nach Gingka und müssen feststellen, dass die Stadt Comaville offiziell gar nicht existiert. Darauf fahren sie in die Berge und suchen dort weiter. Nach einem Streit zwischen den vier trennen sie sich in Zweiergruppen und erreichen dank des vierzehnjährigen Hyoma mit dem Bey Rock Aries Comaville doch noch. Ein Hund namens Hokuto sagt ihnen, dass Gingka auf den Fuji gestiegen ist, um seine Kraft zu verbessern. Nach einem langen und beschwerlichen Aufstieg findet Gingka schließlich eine Höhle mit einem Brief von seinem Vater. So steigt er von dem Berg hinunter und trifft dabei auf die anderen fünf. Zusammen verbringen sie noch einige Tage in Comaville und kehren schließlich nach Yokohama zurück. Hyoma bleibt mit Hokuto in Comaville.
Die internationale Beyblade-Organisation WBBA (World Beyblade Battle Association) veranstaltet darauf einen sogenannten Überlebenskampf auf einer verlassenen Insel weit draußen im Pazifik. Die Blader treten gegeneinander an und derjenige, der am Ende übergeblieben ist, bekommt von der WBBA einen Wunsch erfüllt. Die DNO schicken ebenfalls einen Blader auf die Insel: Den zehnjährigen Yu Tendo mit dem Bey Flame Libra, der lange Zeit allein in der Wüste von Nevada gelebt hat. Er freundet sich mit Kenta an und gewinnt den Überlebenskampf.
Yus Wunsch ist die Teilnahme am Battle Bladers, ein Turnier der DNO, bei den der beste Blader Japans bestimmt wird. Alle Blader, die teilnehmen, müssen in ganz Japan an verschiedenen Qualifikationskämpfen teilnehmen. Um sich zu Qualifizieren brauch man 50.000 Beypunkte. Darauf trennen sich die Hauptfiguren. Madoka geht zurück nach Yokohama, um alle von dort aus zu unterstützen. Gingka macht sich auf den Weg nach Kōbe und Kenta geht nach Osaka. Gingka trifft dabei auf Tsubasa Otori mit dem Bey Earth Eagle und Kenta auf Sora Akatsuki, beide sind ebenfalls Blader. Sora der Gingka in allen belangen gleich sein will begreift, dass er einen eigenen Kampfstil, der zu seinem Bey passen muss, entwickeln muss.
Als die Qualifikationskämpfe vorbei sind und sich die Spieler Gingka, Kyoya, Tsubasa, Kenta, Benkei und die besten Blader der DNO als einzige noch im Turnier sind, gibt die DNO überraschend bekannt, dass das Turnier nicht wie geplant in Kyōto, sondern in Tokio stattfinden wird. Die dortige Tokyo Bey Arena befindet sich direkt neben den Zwillingswolkenkratzern des DNO Centers, sodass Doji und Ryuga das gesamte Turnier überblicken und beobachten können. Im ersten Halbfinale treffen Gingka und Reiji aufeinander. Reiji, die Nr. 2 der DNO hinter Ryuga, hat zuvor Kenta und Hyoma besiegt und ihre Beys beschädigt. Gingka kann ihn jedoch besiegen und Reiji verwandelt sich in Stein. Im zweiten Halbfinale kämpfen Ryuga und Kyoya gegeneinander. Ryuga besiegte zuvor Hikaru und Tsubasa eindrucksvoll. Es entwickelt sich ein harter Kampf, bei dem am Ende L-Drago Besitz von Ryuga übernimmt und somit den Kampf gewinnt.
Als bis auf Gingka und Ryuga alle anderen Kandidaten ausgeschieden sind, stellt sich heraus, dass der mysteriöse Phoenix, der davor schon öfters aufgetaucht ist, Gingkas verschollen geglaubter Vater ist. Im Finalkampf zwischen Gingka und Ryuga scheint L-Drago Ryuga körperlich zu übernehmen. Gingka aber kann L-Drago mit einer neuen Technik endgültig auszuschalten, worauf jedoch Pegasus sich in Staub auflöst.

### Staffel 2: Metal Masters
In der Fortsetzung Beyblade Metal Masters suchen Gingka und seine Freunde den Legendären Bey Galaxy Pegasus. Er ist in einem Felsen eingeschlossen und Gingka ist der Einzige der ihn herausziehen kann. Schnell wird klar sie passen zusammen, doch Gingka weiß ihn noch nicht zu kontrollieren. Der hartnäckige Blader Masamune mit dem Bey Ray Striker fordert ihn immer wieder heraus und verliert immer erbärmlich. Doch nach einem harten Training gelingt es ihm Gingka zu schlagen.
Das neue größte Event in der Beyblade Welt steht bevor. Die Weltmeisterschaft. Die Blader die das Japanische Team vertreten sind Gingka (Galaxy Pegasus), Masamune (Ray Striker), Tsubasa (Earth Eagle) und Yu (Flame Libra). In der 1. Runde treten sie gegen das Chinesische Team an. Im ersten Match gewinnt Masamune mit Ray Striker gegen Chaoxin mit Virgo. Das zweite Match bestreiten Tsubasa mit Earth Eagle und Chi-Yun Li mit Thermal Lacerta. Es sieht schlecht für Tsubasa aus doch dann rastet er aus. Explosionen verwüsten das Stadion und für Lacerta sieht es nach einem bitteren Ende aus doch als der total ausgerastete Tsubasa ihm den vernichtenden Schlag verpassen will rast sein Bey ins Arenaaus. Im letzten Kampf stehen sich Gingka mit Galaxy Pegasus und Dashan Wang mit Rock Zurufa gegenüber. Es sieht schlecht für Galaxy Pegasus aus da Zurufa eine Gummihülle um sich herumträgt. Erst als er ihm mit einem sehr starken Angriff versetzt der das Gummi kaputt machte, konnte als seine Kräfte vereinen, um den Sieg für sein Team zu holen.
In der zweiten Runde stehen sie dem russischen Team gegenüber, das zwar schlecht ist, aber die Arena zu ihrem Vorteil umgestaltet. Für Yu und Gingka wird es am Ende doch noch einfach und sie holen den Sieg für Japan. In der dritten Runde stehen sie dem starken Team von Afrika gegenüber, das von Kyoya angeführt wird. Den ersten Kampf bestreiten Nile und Masamune. Nile ist unglaublich stark und gewinnt leicht das Match. Das zweite Match wird von Gingka und Kyoya bestritten. Beide Blader werden nach einem harten Kampf ohnmächtig und es endet mit einem Unentschieden.
Als Nächstes kämpfen Tsubasa und Yu gegen Damure und Benkei. Am Anfang sieht es aus, als Damure und Benkei den Kampf gewinnen, doch Tsubasa hat seine dunkle Kraft aufgenommen und gewinnt das Duell. Schließlich gewinnt das Team Gang Gang Galaxy auch den Kampf von Gingka und Masamune gegen Kyoya und Nile und steht im Finale der Gruppe A gegen Team Excalibur. Dort verliert Masamune das erste Match gegen den übermenschlichen Klaus von Excalibur. Im nächsten Match treten Tsubasa und Yu gegen Sophie und Wales an. Es sieht zunächst schlecht für Tsubasa und Yu aus und Tsubasa kämpft gegen die dunkle Macht. Am Ende kann Tsubasa gegen die dunkle Macht gewinnen und sichert somit den Sieg für sein Team. Im entscheidenden Match treffen Julien Konzern und Gingka aufeinander. Nach einem harten Kampf kann jedoch Gingka das Match gewinnen und somit steht das Team im Halbfinale.
Im Halbfinale trifft das japanische Team auf das brasilianische Team Garcia, das aus Geschwistern besteht. Bevor der eigentliche Kampf startet, attackiert das brasilianische Team Garcia Yu und schwächen somit Gingkas Team. Die Garcias fordern das Team danach zu einem 4 vs 4 Elimination Kampf heraus. Dort wird Yu am Anfang als erstes eliminiert. Durch fiese Tricks können sie auch Gingka und Masamune rauswerfen. Als letztes stehen Argo Garcia und Tsubasa gegenüber. Tsubasa kann jedoch Argo nach einem harten Kampf besiegen und stehen somit im Finale der Weltmeisterschaften. Im zweiten Halbfinale trifft Excalibur auf das amerikanische Team Starbreaker, das nur mit zwei Bladern auftaucht. Jack holt sich ziemlich leicht den Sieg gegen Klaus, der mit seinen Bey Befall ein Bild aus der Arena „gezeichnet“ hat. Im zweiten Kampf stehen sich Julien Konzern und Damian gegenüber. Damian fordert Julien zu einem Best of 3 Kampf heraus, den auch Julien annimmt. Den ersten Punkt holt sich Damian leicht. Im zweiten Kampf demütigt Damian Julien, indem er den entscheidenden Schlag hinauszögert. Sophie und Wales greifen danach in den Kampf ein, was zur Disqualifikation führt. Damian jedoch ist unbeeindruckt und besiegt alle drei mit seinen Special Move.
Vor dem Finale verletzt Damian Tsubasa und Yu, die somit nicht am Finale teilnehmen können. Im ersten Kampf stehen sich Masamune und sein Freund Zeo gegenüber. Am Ende des Kampfes holt Zeo all seine Kraft und mehr aus sich heraus und kann schließlich den Kampf gewinnen. Im zweiten Match stehen sich dann Jack und Ryuga, der den Platz von Tsubasa/Yu genommen hat, gegenüber. Jack ist drauf und dran sein Match zu gewinnen, „zeichnet“ wieder ein Bild in die Arena und holt zum letzten Schlag aus. Jedoch spielte Ryuga nur mit Jack und konnte durch seinen Special Move das Match gewinnen. Im alles entscheidenden Match kämpfen nun Gingka und Damian. Nachdem auch Damian Gingka dominiert, kämpft sich aber Gingka zurück. Er holt mit all seiner Kraft den Sieg und somit gewinnt das japanische Team die Weltmeisterschaft.
Mit der Zeit stellt sich heraus, dass Dr. Ziggurat, der Leiter des Teams Starbreaker, zu denen auch Masamune's Freund Zeo gehört, Daten über L-Drago und Pegasus sammelt, um den mächtigsten aller Beys zu erschaffen: Twisted Tempo, der von einem anderen Freund von Masamune, Toby, kontrolliert wird. Als Tempo die natürliche Energie der Beys, Spiralkraft, zur Zerstörung der Welt einsetzen soll, verursacht das eine Kernschmelze. Gingka und Ryuga verbünden sich und stoppen die Kernschmelze, während Masamune und Zeo den unter einer Gehirnwäsche stehenden Toby aufhalten und ihm seine Erinnerung wiedergeben.

### Staffel 3: Metal Fury
Einige Zeit nach den Weltmeisterschaften beginnt schon das nächste Abenteuer. Der junge Astronom und Blader Yuki Mizusawa beobachtete einen Meteoriten, der dann plötzlich in zehn Teile zersprengt wird. Eines der Fragmente fiel in seinem Observatorium und schlug in seinem Bey Mercury Anubius ein. Währenddessen schlug ein weiteres Fragment in Galaxy Pegasus ein, der von Madoka gerade repariert wurde.

### Charaktere
- Gingka Hagane ist ein 12-jähriger Junge und der Protagonist der Serie. Zusammen mit seinem Bey reist er in die Welt um Champion zu werden. Er besitzt in Metal Fusion den Beyblade Storm Pegasus, welcher am Ende der Staffel zerstört wird. In Metal Masters findet er Galaxy Pegasus, welcher sich in Metal Fury zu Cosmic Pegasus entwickelt.
- Ryuga ist der Antagonist der Serie und ein sehr starker Blader. In Metal Fusion besitzt er den linksdrehenden Lighting L-Drago. In Staffel 2 bildet sich dieser zu Meteo L-Drago und entwickelt sich in Staffel 3 zu L-Drago Destructor.
- Kyoya Tategami ist Gingkas Rivale und besitzt Rock Leone, welcher sich in Metal Fury zu Fang Leone entwickelt. Er ist ein sehr ehrgeiziger Spieler, in den Kämpfen ruhig, hat aber dennoch einen eisernen Siegeswillen. In Beyblade Metal Masters ist er der Anführer von dem afrikanischen Team Wildfang.
- Madoka Amano repariert Beyblades, arbeitet in einer Werkstatt, welche ihrem Vater gehört und ist in Metal Masters Managerin des Teams Gan Gan Galaxy.
- Kenta Yumina ist Gingkas bester Freund und 11 Jahre alt. Er besitzt einen Flame Sagittario, welcher sich zum Ende der dritten Staffel in Flash Sagittario verwandelt. Kenta ist freundlich und fürsorglich. Er weint sehr schnell. Er ist mit Gingka oft mit seiner Reisen. Durch die Staffeln zeigt er sich auch immer wieder von seiner emotionalen Seite wann auch immer er, sein Bey oder seine Freunde in Gefahr sind.
- Doji ist der Leiter der Dark Nebula Organisation. Er besitzt den Bey Dark Wolf. Er half Ryuga, L-Drago zu suchen. In der dritten Staffel hilft er mit Rago und Pluto Nemesis’ Wiederauferstehung.

## Veröffentlichung
Der Manga von Takafumi Adachi erschien von 2008 bis 2012 in Japan im Magazin CoroCoro bei Shogakukan. Die Einzelkapitel wurden in elf Sammelbänden zusammengefasst.
Auf Deutsch erschien der Manga vollständig von Oktober 2010 bis April 2013 bei Egmont Manga und Anime unter dem Titel Beyblade: Metal Fusion. Eine englische Übersetzung erschien in Hongkong.

## Anime-Adaption
Die Anime-Serie wurde von Tatsunoko Production (1. Staffel) und SynergySP (2. bis 4. Staffel) unter der Regie von Kunihisa Sugishima und nach einem Konzept von Katsumi Hasegawa produziert. Das Charakterdesign entwarf Yoshihiro Nagamori und künstlerischer Leiter war Takashi Honda. Produzenten waren Mamiko Aoki und Nao Yoshida.
Die Serie mit 154 Folgen in drei Staffeln – Metal Fight Beyblade, Metal Fight Beyblade Baku und Metal Fight Beyblade 4D – wurde vom 5. April 2009 bis 1. April 2012 von TV Tokyo in Japan ausgestrahlt. Die zweite Hälfte von 4D wurde dabei auf elf Minuten Laufzeit pro Folge gekürzt. Deshalb wurden für die DVD-Veröffentlichung und internationale Ausstrahlung je zwei Folgen zu einer halbstündigen Folge zusammengeschnitten, was eine Folgenanzahl von 141 ergibt. Englische Übersetzungen werden in den USA, Kanada, Australien und auf den Philippinen gezeigt, eine spanische im spanischen Fernsehen. Die deutsche Erstausstrahlung lief ab dem 13. September 2010 bei Nickelodeon unter dem Titel Beyblade: Metal Fusion. Die zweite Staffel lief ab dem 15. August 2011 ebenfalls auf Nickelodeon, wo 2012 auch die dritte Staffel gezeigt wurde.
Am 21. August 2010 kam der 98-minütige Film Gekijōban Metal Fight Beyblade vs Taiyō: Shakunetsu no Shinryakusha Sol Blaze (劇場版メタルファイト ベイブレードVS太陽 灼熱の侵略者ソルブレイズ) in die japanischen Kinos. Im deutschsprachigen Raum wurde der Film am 17. August 2013 bei Nickelodeon als Beyblade – Der Film: Die Legende von Atlantis gezeigt.
Unter dem Titel Metal Fight Beyblade Zero-G wurde zwischen 8. April und 23. Dezember 2012 eine vierte Staffel zur Metal Saga von TV Tokyo in Japan ausgestrahlt. Auf Deutsch wurde die Serie bei Nickelodeon 2013 ausgestrahlt. Der Protagonist ist nicht mehr Gingka Hagane, sondern Zyro Kurogane. Figuren aus den vorherigen drei Staffeln tauchen jedoch wieder auf. Im japanischen Fernsehen wurde die Serie als 38-teilige Serie mit nur elf Minuten langen Episoden ausgestrahlt. Für die DVD-Veröffentlichung und internationale Ausstrahlung wurden die Folgen zu 19 halbstündigen Episoden zusammengefügt. In Japan sind zudem sieben unausgestrahlte, halbstündige Episoden auf DVD veröffentlicht worden, die international ausgestrahlt wurden und so 26 Episoden für diese Staffel ergibt. Das Ende der letzten Episode unterscheidet sich zwischen der japanischen DVD und der internationalen Fassung: Im Abspann sieht man noch alte Charaktere aus den ersten drei Staffeln und eine drachenförmige Wolke.
Die kanadische Ko-Produktionsfirma der Metal Saga, Nelvana, finanzierte eigenständig drei Spin-off-Serien für den internationalen Markt und ließ sie in Japan produzieren – Beywheelz (2012), Beywarriors: Beyraiderz (2014) und Beywarriors: Cyborg (2014–2015). Hasbro stellte dazu Spielzeuge zu den Serien her. Aufgrund des geringen Erfolgs sind jedoch nicht alle Serien in den Vereinigten Staaten, Deutschland oder anderen Ländern erschienen. In Japan erschien lediglich Cyborg online. Die beiden vorherigen Spin-off-Serien hängen zusammen und wurden bisher nie in Japan veröffentlicht. Japanische Fassungen existieren, auf der die internationalen Fassungen basieren.

### Synchronisation
| Rolle                 | Japanischer Sprecher (Seiyū) | Deutscher Sprecher        |
| --------------------- | ---------------------------- | ------------------------- |
| Gingka Hagane         | Aki Kanada                   | Hannes Maurer             |
| Kenta Yumiya          | Emiri Katō                   | Luisa Wietzorek           |
| Yū Tendō              | Kaori Nazuka                 | Marie-Luise Schramm       |
| Tsubasa Ōtori         | Miyu Irino                   | Tobias Nath               |
| Masamune Kadoya       | Yuko Sanpei                  | Konrad Bösherz            |
| Madoka Amano          | Kei Shindō                   | Kaya Möller               |
| Kyōya Tategami        | Satoshi Hino                 | David Turba               |
| Benkei Hanawa         | Kenta Miyake                 | Johannes Berenz           |
| Hyōma                 | Tetsuya Kakihara             | Julius Jellinek           |
| Nile Nairo            | Akio Suyama                  | Nico Mamone               |
| Ryūga Kishatu         | Kenjiro Tsuda                | Jan Makino                |
| Myreille Psychiokieus | Atsuko Takahata              | Bianca Krahl              |
| Hikaru Hazama         | Marina Inoue                 | Giuliana Jakobeit         |
| Dashan Wang           | Wataru Hatano                | Tim Knauer                |
| Chao Xin              | Hiroki Takahashi             | Niclas Lutz               |
| Chi-Yun Li            | Mitsuki Saiga                | Christian Zeiger          |
| Mei-Mei               | Mai Nakahara                 | Julia Stoepel             |
| Argo Garcia           | Taiten Kusunoki              | Tommy Morgenstern         |
| Selen Garcia          | Yui Makino                   | Sonja Spuhl               |
| Enzo Garcia           | Miyako Itou                  | Patrick Baehr             |
| Zeo Abyss             | Atsushi Abe                  | Wanja Gerick              |
| Toby                  | Kōki Miyata                  | Julien Haggége            |
| Julian Konzern        | Daisuke Kirii                | Ozan Ünal                 |
| Sophie                | Eri Kitamura                 | Marie Bierstedt           |
| Klaus                 | Hisao Egawa                  | Martin Kautz              |
| Sora Akatsuki         | Machiko Kawana               | Rainer Fritzsche          |
| Yuki Mizusawa         | Mayuki Makiguchi             | Dirk Petrick              |
| Aguma                 | Susumu Chiba                 | Thomas Schmuckert         |
| Rago                  | Toshiyuki Morikawa           | Tilo Schmitz              |
| Pluto                 | Toshiyuki Toyonaga           | Jörg Hengstler            |
| King                  | Mutsumi Tamura               | Nico Sablik               |
| Ryūtaro Fukami        | Yūki Hiro                    | Nico Sablik               |
| Wells                 | Yoshimasa Hosoya             | Nico Sablik               |
| Johannes              | Isshin Chiba                 | Roland Wolf               |
| Herschel              | Tarusuke Shingaki            | Michael Pan               |
| Keyser                | Masami Iwasaki               | Gerald Schaale            |
| Cycnus                | Junji Majima                 | Sven Plate                |
| Bao                   | Takuma Terashima             | Kim Hasper                |
| Tetsuya Waterigani    | Ken'ichi Fujiwara            | Sebastian Schulz          |
| Reiji Mizuchi         | Akeno Watanabe               | Wanja Gerick              |
| Dan & Reiki Sodo      | Rina Satou                   | Ozan Ünal                 |
| Tobio Oike            | Akira Ishida                 | Gerald Schaale            |
| Teru Saotome          | Nobuhiko Okamoto             | Dirk Stollberg            |
| Daidōji               | Takehito Koyasu              | Oliver Siebeck            |
| Jack                  | Kōki Uchiyama                | Michael Iwannek           |
| Damian Hart           | Romi Park                    | Sebastian Schulz          |
| Jigsaw                | Houko Kuwashima              | Sebastian Christoph Jacob |
| Aleksei               | Hiroki Shimowada             | Rainer Fritzsche          |
| Lera                  | Sayaka Narita                | Kristina Tietz            |
| Blader DJ             | Noriaki Sugiyama             | Robin Kahnmeyer           |
| Hokuto                | Hozumi Goda                  | Jürgen Kluckert           |
| Busujima              | Takeshi Kusao                | Bernhard Völger           |

### Musik
Die Musik der Serie komponierte Neil Perfitt sowie ab der zweiten Staffel Scott Bucsis. Die Vorspanne wurden unterlegt mit den Liedern Metal Fight Beyblade (メタルファイト ベイブレード; Folgen 1–51) von YU+KI, Galaxy Heart (ギャラクシーハート, Gyarakushī Hāto; Folgen 53–102) von YU+KI, Spinning the World (Folgen 70–77) von Noa und Kokoro no Yūki (心の勇気; Folgen 104–154) von YU+KI.
Die Abspanntitel waren Boys – Hikari Kagayaku Ashita e (Boys〜光り輝く明日へ〜; Folgen 1–50) von MASH, Ōzora o Koete Yuke (大空を越えてゆけ; Folgen 52–102) von Odoriba Soul und Destiny (Folgen 103–154) von Yuya Karasawa feat. YU+KI.

## Videospiele
Zu Metal Fight Beyblade erschienen in Japan außerdem verschiedene Videospiele. Beyblade: Metal Fusion für Nintendo DS kam in Japan am 26. März 2009 heraus. Am dritten Dezember des gleichen Jahres folgte Bakutan! Cyber Pegasus und am 15. Juli 2010 Bakushin Susanoo Attacks. Für die Wii erschien am 19. November 2009 Gachinko Stadium.